# Tour de Flandes 1986
El Tour de Flandes 1986, la 70.ª edición de esta clásica ciclista belga. Se disputó el 6 de abril de 1986. El vencedor final fue el holandés Adrie van der Poel que ganó al esprint por delante de Sean Kelly y Jean-Philippe Vandenbrande.

## Clasificación General
| Posición | Ciclista                   | Equipo                | Tiempo     |
| -------- | -------------------------- | --------------------- | ---------- |
| 1        | Adrie van der Poel         | Kwantum-Decosol-Yoko  | 7h 10' 50" |
| 2        | Sean Kelly                 | KAS-Mavic             | m. t.      |
| 3        | Jean-Philippe Vandenbrande | Hitachi-Marc-Splendor | m. t.      |
| 4        | Steve Bauer                | La Vie Claire-Wonder  | m. t.      |
| 5        | Ronny Van Holen            | Lotto-Merckx          | +50"       |
| 6        | Fons De Wolf               | Skala-Skil-Gazelle    | m. t.      |
| 7        | Bruno Leali                | Carrera Jeans         | m. t.      |
| 8        | Claude Criquielion         | Hitachi-Marc-Splendor | m. t.      |
| 9        | Yvon Madiot                | Système U             | m. t.      |
| 10       | Eric Vanderaerden          | Panasonic-Merckx-Agu  | +1' 00"    |